# Олександрівська волость (Ізюмський повіт)
Олександрівська волость — адміністративно-територіальна одиниця Ізюмського повіту Харківської губернії з центром у селі Олександрівка.
Станом на 1885 рік складалася з 13 поселень, 13 сільських громад. Населення — 2969 осіб (1470 чоловічої статі та 1499 — жіночої), 590 дворових господарства.
|                     | Площа, десятин | У тому числі орної, дес. |
| ------------------- | -------------- | ------------------------ |
| Сільських громад    | 4209           | 3955                     |
| Приватної власності | 19709          | 4255                     |
| Іншої власності     | 120            | 25                       |
| Загалом             | 24038          | 8235                     |

Основні поселення волості:
- Олександрівка (Бахметіївка) — колишнє власницьке село при річці Самара за 65 верст від повітового міста, 491 особа, 102 двори, 2 лавки, 3 щорічних ярмарки: 9 березня, 9 травня та 30 серпня.
- Софіївка — колишнє власницьке село при річці Самара, 509 осіб, 109 дворів.